# Maurice Olender
Maurice Olender (Amberes, 21 de abril de 1946-Bruselas, 27 de octubre de 2022) fue un historiador francés y profesor de la École des Hautes Études en Sciences Sociales en París. Su campo de estudio es la génesis de las ideas de «raza» en el siglo XIX.

## Biografía
Arqueólogo e historiador de formación, Maurice Olender se licenció en la Facultad de Filosofía y letras de Bruselas en 1973. Se formó luego en París, en la EHESS sección de ciencias religiosas (donde se doctoró en 1990). Es miembro, desde 1974, del Centro de investigaciones comparadas sobre sociedades antiguas (Centro Louis-Gernet); y está vinculado al EHESS, como investigador sobre el pensamiento en Europa.
Desde 1990, es maître de conférences en la EHESS. Con cuarenta intelectuales europeos, firmó una «Llamada a la vigilancia» ante el avance de la extrema derecha en Le Monde (13-7-1993). Se ha ratificado ese escrito diez años después con cientos de firmas.
Es cofundador de la "Scuola internazionale di alti studi scienze della cultura" de Módena (Italia) en 1995 y miembro fundador de su Consejo Científico (1995-2009). Es profesor asociado y miembro del consejo de administración del "Instituto Martin Buber" de la Universidad Libre de Bruselas. Asimismo es miembro del Comité de los Encuentros Mishkenot sobre Religión y Cultura, de Jerusalén. Y miembro del Consejo de Redacción, creado en 1988, de la Revue de l'Histoire des Religions fundada en 1880.
Maurice dirige en París, para las ediciones Le Seuil, la revista interdisciplinar «Le Genre humain», desde su creación en 1981 y la colección de investigaciones en ciencias humanas «La Librairie du XXIe siècle» en esa misma editorial.
Su libro Las lenguas del Paraíso, premiado por la Académie française en 1990, se ha traducido a doce lenguas. Olender ha recibido el premio de ensayo "Roger Caillois" en 2007 por La Chasse aux évidences. Sur quelques formes de racisme entre mythe et histoire.

## Obras
- (dir.) con J. Sojcher, Le récit et sa représentation. Colloque de Saint-Hubert, París, Payot, 1978.
- (dir.) con J. Sojcher, La Séduction, Colloque de Bruxelles (n° 1, 1979), París, Aubier, «Les Colloques de Bruxelles», 1980 ISBN 2-7007-0178-X.
- (dir.), Le Racisme. Mythes et sciences. Pour Léon Poliakov, textos de Pierre Birnbaum, Michel de Certeau, Michèle Duchet, Maurice de Gandillac et al., Bruselas, Complexe, y París, PUF, 1981 ISBN 2-87027-059-3.
- Les Langues du Paradis. Aryens et Sémites, un couple providentiel, prefacio de Jean-Pierre Vernant, París, Gallimard y Seuil, 1989 (revisada en 2002). Tr.: Las lenguas del Paraíso, Barcelona, Seix-Barral, 2001.
- La Chasse aux évidences. Sur quelques formes de racisme entre mythe et histoire (1978-2005), París, Galaade, 2005 ISBN 2-35176-008-5.
- Race sans histoire, París, Points-Seuil, 2009, antes como Race and Erudition, Harvard University Press.[7]

Además de sus trabajos personales, Olender realizó la compilación de textos que conforman el libro póstumo Pensar/Clasificar, del escritor francés Georges Perec.